# Tjärnflotjärnarna
Tjärnflotjärnarna är en sjö i Ragunda kommun i Jämtland och ingår i Ångermanälvens huvudavrinningsområde.